# Клас Понтус Арнолдсон
Клас Понтус Арнолдсон (швед. Klas Pontus Arnoldson; 27. октобар 1844 — 20. фебруар 1916) био је шведски аутор, новинар, политичар и пацифиста. Основао је Шведско друштво за мир и арбитражу за шта је добио и Нобелову награду за мир 1908. године.